# Zdeňka Ladová
Zdeňka Ladová, rozená Kopanicová (16. září 1931 – 27. prosince 2015), byla československá hráčka basketbalu.
Zdeňka Ladová, rozená Kopanicová byla hráčkou reprezentačního družstva Československa, jehož trenérem byl Lubomír Dobrý. Na mistrovství Evropy v basketbale žen v roce 1952 s týmem získala stříbrnou medaili.
V basketbalovém družstvu žen Sparty Praha začala svou kariéru už jako dorostenka. Pod vedením trenéra u trenéra JUDr. Miloslava Kříže v devíti odehraných ligových sezónách získala 5 titulů mistra republiky a dvě druhá místa.,

## Hráčská kariéra
- Klub
- 1947-55 Sparta Praha: 5x mistryně Československa (1948-1950, 1952, 1953), 2x 2. místo, 1x 4. a 1x 5. místo
- Československo: 1952, celkem 6 mezistátních zápasů,
- Mistrovství Evropy: 1952 Moskva (10 bodů / 6 zápasů), stříbrná medaile na Mistrovství Evropy 1952